# Caratoola Recreation Park
Caratoola Recreation Park är en park i Australien. Den ligger i delstaten South Australia, omkring 490 kilometer nordväst om delstatshuvudstaden Adelaide. Caratoola Recreation Park ligger 11 meter över havet.
Trakten runt Caratoola Recreation Park är nära nog obefolkad, med mindre än två invånare per kvadratkilometer..
Stäppklimat råder i trakten. Genomsnittlig årsnederbörd är 416 millimeter. Den regnigaste månaden är juni, med i genomsnitt 83 mm nederbörd, och den torraste är oktober, med 9 mm nederbörd.